# Hildoceratoidea
De Hildoceratoidea, voorheen Hildoceratacaea, zijn een superfamilie van samengeperste of platte ammonieten, waarvan sommige de neiging hadden om scherpe buitenranden te ontwikkelen; meestal met boogvormige of golvende ribben. Aptichi die in situs werden gevonden, hebben dubbele kleppen.
De Hildoceratoidea zijn een hogere Vroeg- tot lagere Midden-Jura-groep die behoort tot de Ammonitina die de Hildoceratidae, Hammatoceratidae, Graphoceratidae en Sonniniidae verenigt. In sommige taxonomieën wordt de naam Phymatoceratidae vervangen door de Hammatoceratidae.
Hildoceratidae, de voorouderlijke familie, is afgeleid van de Acanthopleuroceratinae, een onderfamilie in de Eoderoceratoïde familie Polyorphitidae. De Stephanoceratoidea, Perisphinctoidea en Haploceratoidea hebben hun oorsprong in de Hammatoceratidae die is afgeleid van de Hildoceratidae.